# Matchless G85 CS
De Matchless G85 CS is een crossmotor die het Britse merk Matchless produceerde van 1964 tot 1969.

## Voorgeschiedenis
Matchless had in 1931 het merk AJS opgekocht en daarmee in 1937 het concern Associated Motor Cycles gevormd. Binnen dit concern was Matchless altijd het merk van de terreinmotoren geweest, hoewel AJS zich op de trialsport wierp. De Matchless-terreinmotoren kregen de toevoeging "CS" (Competition Scrambler), zoals de 250cc-Matchless G2 CS, de 350cc-Matchless G3/LCS, de 500cc-Matchless G80 CS, de 600cc-Matchless G11 CS, de 650cc-Matchless G12 CS en de 750cc-Matchless G15 CS. Modellen boven 500 cc waren allemaal tweecilinders en bedoeld voor de Amerikaanse markt, met name de Desert Races in Californië, Nevada en Arizona. In de 500cc-motorcross traden de Matchless-coureurs aan met de G80 CS, die al in 1950 op de markt was gekomen en in tien jaar tijd nauwelijks was doorontwikkeld. Met de opkomst van de 360cc-tweetakten van merken als Husqvarna, Greeves, Bultaco en CZ kon de 30 pk sterke en 180 kg zware G80 CS absoluut niet meer meekomen. Ter vergelijking: De Husqvarna 360 Viking leverde 37 pk en woog slechts 97,5 kg. In 1963 was de hele Matchless G80-serie voorzien van een nieuw motorblok. Het oude, lange slag blok (boring 82,5 mm en slag 93,0 mm) was vervangen door een vierkante motor (boring 86,0 mm en slag 85,5 mm), waarmee het vermogen steeg van 23 pk naar 30 pk. Het was bij lange na niet genoeg, hoewel in die jaren de strijd vooral nog ging tegen de BSA Gold Star.

## Matchless G85 CS
In 1964 kregen fabrieksrijders als Artie Ratcliffe, Basil Hall, Brian Stonebridge en Dave Curtis een nieuwe machine, gebaseerd op de G80 CS, maar veel sterker en lichter. De nieuwe machine kreeg een dubbel wiegframe (de G80 CS kreeg dat pas in 1966). Dit frame was gebaseerd op het Métisse-frame van Don en Derek Rickman, opgebouwd uit Reynolds 531-buizen. Ze kreeg een lichtere voorvork en voorwielnaaf en zelfs een magnesium achterwielnaaf. De beide vliegwielen werden afgedraaid voor een lager gewicht. De compressieverhouding werd veel hoger, van 7,3:1 naar 12:1 en het vermogen bedroeg 41 pk bij 6.500 tpm. Deze G85 CS woog slechts 144 kg, licht voor een viertakt, maar toen vanaf 1965 de 360cc-tweetakten opgang gingen maken veel te zwaar. Aanvankelijk werden er nog wel Grands Prix in Europa gewonnen en zelfs wedstrijden in de Verenigde Staten, maar dat duurde niet lang. In 1966, het laatste jaar van het bestaan van Matchless, werd de G85 CS eindelijk aan klanten aangeboden. Er werden er niet meer dan 150 gebouwd. Privérijders hadden toen al een uitgebreide keuze uit tweetakten en lieten de Matchless G85 CS links liggen. Toch bleef de machine tot 1969 leverbaar. De nieuwe eigenaar van Associated Motor Cycles, Dennis Poore, had ook niet veel keuze. Hij bezat Matchless, AJS, James, Francis-Barnett en Norton en het inbouwmotormerk Villiers, maar de Matchless G85 CS was het enige crossmodel in de 500cc-klasse. Bovendien beconcurreerde hij zijn eigen klanten, zoals Greeves, dat gebruikmaakte van de Villiers-tweetaktmotoren.